# 正义党 (韩国)
正义党是一个韩国的进步主义政党，由原统合进步党的部分成员退党后在2012年10月21日成立。最初名為进步正义党。2013年7月21日，改名为正义党，2024年1月—4月，为应对第22屆大韓民國國會選舉，和綠色黨組成事實上的政黨聯盟，改名為綠色正义党。2024年4月27日，复名为正义党。2025年5月5日，改名为民主劳动党。7月19日，再次复名为正义党。

## 历史

### 创党与第18代大选

黨名為「進步正義黨」時期的標誌

2012年大韩民国议会选举后，获得13席的进步派政党统合进步党陷入分裂，沈相奵、鲁会灿等7名议员先后退党，于10月7日举行创党大会，建立进步正义党，并推举沈相奵为第18代大选的候选人，后因在野圈候选人单一化而退选。正义党的母党统合进步党后因涉及“親北”、“破壞基本民主秩序”、被指控「企圖破壞國家體制」與「憲法精神」，被大韩民国宪法法院強制解散。

### 逐步成长

2013年到2014年「正義黨」時期所用黨標誌

2014年地方选举中，首次投入选战的正义党取得11席基础议员。
2016年国会选举中，正义党在地方选举由党首沈相奵、党鞭鲁会灿夺下两席；比例代表选举中得票率7.2％，赢得4席，总计取得6席。在崔顺实干政丑闻中，正义党积极参加反斗争，同共同民主党、国民之党共同主导了時任总统朴槿惠的弹劾案。在朴槿惠弹劾成功后的总统选举中，正义党候选人、党首沈相奵获得2,017,458张选票得票率6.17％，虽在所有候选人中排名第五而落选，却创下了进步派政党在总统选举中得票数、得票率的最高纪录。
2020年第21届大韓民國國會選舉中，正义党的比例代表得票率有所上涨，但是由于共同民主党和未来统合党均成立应对选制改革的比例用卫星政党，使其仅获5个比例代表席次，而区域选举仅有党代表沈相奵成功连任，最终收获6席，与上届持平。

### 绿色正义党

2024年国会选举期間「綠色正義黨」時期所用黨標誌

2024年第22届大韓民國國會選舉前，正义党与綠色黨签署协议。于是，正义党于2024年1月30日更名为“绿色正义党”，并于2月2日綠色黨关键人物加入，组成联合政党竞选。绿色正义党最终颗粒无收。

### 社会转型总统选举团结会议

黨名為「民主劳动党」時期的標誌

2025年起，正义党与綠色黨、劳动党携手合作，打造韩国版左翼红绿灯联盟。尹锡悦弹劾案引发总统选举后，三大进步政党宣布将派出联合候选人。三党和数个工会同意举行公开初选，并以社会转型的旗号推选候选人。4月30日，该党党首權英國当选为团结会议的总统候选人。5月5日，应团结会议的要求，正义党通过党员投票决定修改党名为民主劳动党，并确认权英国为该党的第21届总统候选人。权英国最终以0.98%的得票率败选。
2025年7月19日，为应战来年的地方选举，民主劳动党重新复名为正义党。

## 黨務組織

### 歷任代表
| 进步正义党時期 |        |                |                |                |
| 任次           | 姓名   | 職銜           | 就任日期       | 离任日期       |
| 1              | 鲁会灿 | 共同代表       | 2012年10月21日 | 2013年7月21日  |
| 1              | 趙俊虎 | 共同代表       | 2012年10月21日 | 2013年7月21日  |
| 正义党時期     |        |                |                |                |
| 任次           | 姓名   | 職銜           | 就任日期       | 离任日期       |
| 1              | 千皓宣 | 代表           | 2013年7月21日  | 2015年7月18日  |
| 2              | 沈相奵 | 代表           | 2015年7月18日  | 2017年7月17日  |
| 3              | 李贞味 | 代表           | 2017年7月17日  | 2019年7月13日  |
| 4              | 沈相奵 | 代表           | 2019年7月13日  | 2020年10月12日 |
| 5              | 金鐘哲 | 代表           | 2020年10月12日 | 2021年1月25日  |
| 临时           | 金永基 | 代表职务代行   | 2021年1月25日  | 2021年1月29日  |
| 临时           | 姜恩美 | 非常对策委员长 | 2021年1月29日  | 2021年3月24日  |
| 6              | 余永國 | 代表           | 2021年3月24日  | 2022年6月2日   |
| 临时           | 李恩周 | 代表职务代行   | 2022年6月2日   | 2022年6月12日  |
| 临时           | 李恩周 | 非常对策委员长 | 2022年6月12日  | 2022年10月28日 |
| 7              | 李贞味 | 代表           | 2022年10月28日 | 2023年11月6日  |
| 临时           | 裴晉教 | 代表职务代行   | 2023年11月6日  | 2023年11月15日 |
| 临时           | 金俊佑 | 非常对策委员长 | 2023年11月15日 | 2024年1月29日  |
| 綠色正义党時期 |        |                |                |                |
| 任次           | 姓名   | 職銜           | 就任日期       | 离任日期       |
| 1              | 金俊佑 | 共同代表       | 2024年1月29日  | 2024年4月26日  |
| 1              | 金燦輝 | 共同代表       | 2024年1月29日  | 2024年4月26日  |
| 正义党時期     |        |                |                |                |
| 任次           | 姓名   | 職銜           | 就任日期       | 离任日期       |
| 临时           | 金俊佑 | 非常对策委员长 | 2024年4月27日  | 2024年5月27日  |
| 1              | 權英國 | 代表           | 2024年5月27日  | 2025年5月5日   |
| 民主劳动党時期 |        |                |                |                |
| 任次           | 姓名   | 職銜           | 就任日期       | 离任日期       |
| 1              | 權英國 | 代表           | 2025年5月5日   | 2025年7月19日  |
| 正义党時期     |        |                |                |                |
| 任次           | 姓名   | 職銜           | 就任日期       | 离任日期       |
| 1              | 權英國 | 代表           | 2025年7月19日  |                |

## 主要選舉記錄

### 總統大選
| 年度 | 選舉   | 候選人 | 得票      | 得票率 |  | 結果 |
| ---- | ------ | ------ | --------- | ------ |  | ---- |
| 2017 | 第19屆 | 沈相奵 | 2,017,458 | 6.17%  |  | 落選 |
| 2022 | 第20屆 | 沈相奵 | 803,358   | 2.37%  |  | 落選 |
| 2025 | 第21屆 | 权英国 | 344,150   | 0.98%  |  | 落选 |

### 國會選舉
| 年度 | 選舉   | 贏得席位 | 區域得票數 | 區域得票率 | 區域席位 | 比例得票數 | 比例得票率 | 比例席位 | 選舉結果        | 領袖   |
| ---- | ------ | -------- | ---------- | ---------- | -------- | ---------- | ---------- | -------- | --------------- | ------ |
| 2016 | 第20屆 | 6 / 300  | 395,357    | 1.6%       | 2 / 253  | 1,719,891  | 7.23%      | 4 / 47   | ▲ 1席；第四大黨 | 沈相奵 |
| 2020 | 第21屆 | 6 / 300  | 485,378    | 1.69%      | 1 / 253  | 2,697,956  | 9.67%      | 5 / 47   | ━ ；第三大黨    | 沈相奵 |
| 2024 | 第22屆 | 0 / 300  | 107,029    | 0.37%      | 0 / 254  | 609,313    | 2.15%      | 0 / 46   | ▼6席；院外政黨  | 金俊佑 |

### 地方選舉
| 年度   | 選舉 | 廣域團體長 | 廣域自治議員 | 基礎團體長 | 基礎自治議員 | 領袖   |
| ------ | ---- | ---------- | ------------ | ---------- | ------------ | ------ |
| 2014年 | 6屆  | 0 / 17     | 0 / 789      | 0 / 226    | 11 / 2,898   | 千皓宣 |
| 2018年 | 7屆  | 0 / 17     | 11 / 824     | 0 / 226    | 26 / 2,927   | 李貞味 |
| 2022年 | 8屆  | 0 / 17     | 2 / 824      | 0 / 226    | 7 / 2,927    | 余永国 |

### 补选
| 选举       | 国会议员 | 广域自治团体长 | 基础自治团体长 | 广域自治团体议员 | 基础自治团体议员 | 领袖          |
| ---------- | -------- | -------------- | -------------- | ---------------- | ---------------- | ------------- |
| 2013年4月  | 0 / 3    | 不適用         | 不適用         | 不適用           | 不適用           | 鲁会灿 趙俊虎 |
| 2014年7月  | 0 / 15   | 不適用         | 不適用         | 不適用           | 不適用           | 千皓宣        |
| 2015年4月  | 0 / 4    | 不適用         | 不適用         | 不適用           | 不適用           | 千皓宣        |
| 2015年10月 | 不適用   | 不適用         | 不適用         | 0 / 9            | 不適用           | 沈相奵        |
| 2016年     | 不適用   | 不適用         | 不適用         | 0 / 17           | 1 / 26           | 沈相奵        |
| 2017年4月  | 不適用   | 不適用         | 不適用         | 0 / 7            | 0 / 19           | 沈相奵        |
| 2018年     | 0 / 12   | 不適用         | 不適用         | 不適用           | 不適用           | 李贞味        |
| 2019年     | 1 / 2    | 不適用         | 不適用         | 不適用           | 不適用           | 李贞味        |
| 2020年     | 不適用   | 不適用         | 不適用         | 0 / 17           | 不適用           | 金鐘哲        |
| 2022年3月  | 0 / 5    | 不適用         | 不適用         | 不適用           | 不適用           | 余永國        |
| 2023年10月 | 不適用   | 不適用         | 0 / 1          | 不適用           | 不適用           | 李恩周        |
| 2024年4月  | 不適用   | 不適用         | 不適用         | 不適用           | 0 / 26           | 金俊佑 金燦輝 |
| 2025年4月  | 不適用   | 不適用         | 不適用         | 不適用           | 0 / 9            | 权英国        |